# Жантурсынов, Аскат Болатович
Жантурсы́нов Аска́т Бола́тович (каз. Жантұрсынов Асқат Болатұлы, 18 сентября 1994, с. Аухатты, Казахстан) — мастер спорта международного класса (МСМК) Республики Казахстан по кикбоксингу, шестикратный чемпион Казахстана, двукратный чемпион Азии и обладатель Кубка Мира 2016 года по кикбоксингу. С 2018 года боксёр-профессионал в первой тяжёлой весовой категории. С 30 апреля 2023 All-Asia Cruiserweight чемпион по версии UBO. С 4 августа 2024 года чемпион по версии WBS international.

## Биография
Аскат Жантурсынов родился 18 сентября 1994 года в селе Аухатты (ранее село Кишмиши, к-з Трудовик), Кордайского района, Жамбылской области, Казахстан. С 13 лет начал заниматься кикбоксингом под руководством Талая Дуйшекеева в «Школе высшего спортивного мастерства» г. Тараз. До перехода в бокс успешно выступал на турнирах по кикбоксингу. Тренируется в г. Алматы и с. Аухатты. Боксом занимается под руководством Сагатбека Мусаханова  и Таалайбека Душекеева.

## Профессиональная карьера
Профессиональный дебют состоялся 28 июля 2018 года в Austin Sports Center в г. Остине (штат Техас, США) против американца Пит Рейна (Pete Rayna). Аскат победил техническим нокаутом во втором раунде.
Второй бой состоялся 29 сентября 2018 года в универсальном дворце спорта «Крылья Советов» г. Москвы против латышского боксёра Эдгарса Калнарса (Edgars Kalnars). Бой закончился победой Аската техническим нокаутом в первом раунде.
Свой третий бой на профессиональном уровне Аскат провёл против американац Майкл Коронадо (Michael Coronado) 8 декабря 2018 года в Austin Sports Center в Остине (штат Техас, США). Поединок завершился победой казахстанца техническим нокаутом в третьем раунде.
24 марта 2019 года крузервейтер Аскат Жантурсынов провёл свой четвертый бой в профессиональной карьере в многофункциональном комплексе Almaty Arena г. Алматы, где его соперником был грузинский боксёр Рамази Гогичашвили. Шестираундовый бой в первом тяжёлом весе закончился победой Жантурсынова раздельным решением судей.
Пятый бой Аската был запланирован на 9 октября 2020 года. В связи с тем, что его соперник из Азербайджана (Казим Умудов) не смог приехать вовремя, поединок в Алматы не состоялся. Другая возможность была быстро найдена и Жантурсынов завершил свой пятый поединок буквально через несколько дней 15 октября 2020 года в Falcon Club в Минске (Беларусь). Его противником стал Руслан Родивич. Борьба закончилась уже в первом раунде нокаутом в пользу Жантурсынова. Тем самым Аскат смог отпраздновать свою пятую победу в серии.
18 декабря 2021 года Аскат Жантурсынов провел свой 6-й профессиональный поединок в г. Нур-Султан на арене "Жекпе-Жек". Его соперником должен был стать, но как и в предыдущий раз произошла замена за несколько дней до боя. В итоге бой состоялся против Сурата Гараева из Азербайджана, который единогласным решением судей закончился первым поражением Жантурсынова в его профессиональной карьере. В связи с травмой полученой в середине боя (по словам комментаторов Жантурсынов дрался со сломанным носом — из-за этого его лицо постоянно было залито кровью), бой 3 раза прерывали для медосмотра Аската. 
30 апреля 2023 года состоялся 7-й бой Аската против соперника из Турции, Сердара Ширина, в Mustafa Oncel Sports Complex в Стамбуле, Турция. Поединок закончился во 2-м раунде глубоким нокаутом соперника и очередной победой Аската.
31 января 2024, в Баку (Азербайджан),  Аскат Жантурсынов одержал очередную победу в своём уже 8-м профессиональном поединке (1-й поединок в супертяжелом весе). Бой с противником из Пакистана, Qamber Ali Hamdani, закончился уже на 12-й секунде первого раунда техническим нокаутом.
9-й профессиональный поединок прошел 4 августа 2024 года в Стамбуле против боксера из Турции, Фуркана Эртюрка. Бой закончился победой Аската и техническим нокаутом сопреника во втором раунде.
29 марта 2025 года на арене World Siam Stadium в Банкоке, Тайланд, Аскат повёл свой по счёту уже 10-й профессиональный бой. Соперник из Тайланда, Weerapat Kamlangwai, потерпел поражение нок-аутом в 4-м раунде, тем самым обеспечив Аскату очередную победу.

## Таблица профессиональных поединков
| Бой | Рекорд     | Дата             | Соперник                     | Место боя             | Раундов | BoxRec     |
| --- | ---------- | ---------------- | ---------------------------- | --------------------- | ------- | ---------- |
| 10  | 10 (8) - 1 | 29 марта 2025    | Верапат Камлангвай (7-4-0)   | Банкок, Тайланд       | TK04    | 199        |
| 9   | 9 (7) - 1  | 4 августа 2024   | Фуркан Эртюрк (0-2-0)        | Стамбул, Турция       | TKO2    | 161        |
| 8   | 8 (6) - 1  | 31 января 2024   | Камбер Али Хамдами (4-2-0)   | Баку, Азербайджан     | TKO1    |            |
| 7   | 7 (5) - 1  | 30 апреля 2023   | Сердар Ширин (2-0-1)         | Стамбул, Турция       | TKO2    |            |
| 6   | 6 (4) - 1  | 18 декабря 2021  | Сурат Гараев (дебют)         | Нур-Султан, Казахстан | UD      |            |
| 5   | 5 (4) - 0  | 15 октября 2020  | Руслан Родивич (15-29-14)    | Минск, Беларусь       | TKO1    |            |
| 4   | 4 (3) - 0  | 24 марта 2019    | Рамази Гогичашвили (10-27-2) | Алматы, Казахстан     | SD6     | 468 - 1146 |
| 3   | 3 (3) - 0  | 8 декабря 2018   | Майкл Коронадо (1-1-1)       | Остин, США            | TKO3    |            |
| 2   | 2 (2) - 0  | 29 сентября 2018 | Эдгарс Калнарс (27-43-1)     | Москва, Россия        | TKO1    |            |
| 1   | 1 (1) - 0  | 28 июля 2018     | Пит Рейна (0-0-0)            | Остин, США            | TKO2    |            |

## Награды
Орден от управления спорта города Тараз «Облысқа сінiрген енбегi үшін» белгісiмен марапатталады («За заслуги перед областью»).
Нокаут Аската против Сердара Ширина был признан нокаутом года по версии UBO (universal boxing organization).